# Osmylus atomatus
Osmylus atomatus är en insektsart som först beskrevs av C.-k. Yang et al in Huang et al. 1988.  Osmylus atomatus ingår i släktet Osmylus och familjen vattenrovsländor. Inga underarter finns listade i Catalogue of Life.